# فایت مینتون
فایت مینتون (انگلیسی: Faith Minton؛ زادهٔ ۱۴ مارس ۱۹۵۷) یک هنرپیشه اهل ایالات متحده آمریکا است.
از فیلم‌ها یا برنامه‌های تلویزیونی که وی در آن نقش داشته است می‌توان به  پادشاه کولی‌ها اشاره کرد.